# Altenburg (Nazza)
Die Altenburg ist eine abgegangene hochmittelalterliche Befestigung  auf einem winzigen Bergsporn oberhalb des Lambertsbach-Tal in der Gemeinde Nazza im Wartburgkreis (Thüringen) – am Westrand des Hainich.

## Lage
Die Burgstelle der Spornburg befindet sich auf 305 m ü. NN etwa 1200 m nordnordwestlich vom Zentrum des Dorfes Nazza, dicht unterhalb des dort verlaufenden alten Fahrweges zum Nachbarort Hallungen. Die Burg liegt gegenüber der Burg Haineck und war offenbar Teil einer Landwehrbefestigung.

## Geschichte
Das Nazzaer Tal mit dem Lempertsbach war bereits in frühgeschichtlicher Zeit von Bedeutung und markiert eine alte Verbindungsstraße  vom Werratal über die Struppeiche in das Thüringer Kernland.
Im Mittelalter war die Siedlung Nazza durch ein Adelsgeschlecht beherrscht, welches zunächst seinen Sitz in der als Altenburg bekannten Befestigungsanlage genommen hatte, die heute das Tal beherrschende Burgruine Haineck entstand erst spät – im Jahr 1392 wurde mit dem Bau begonnen – und übernahm die Schutzfunktion für Straße und Dorf.
Mit dem Ausbau der Landwehrbefestigung um Nazza, die um 1500 weitestgehend abgeschlossen war, könnte die Altenburg, wie die nahe Hassenburg, nochmals eine Schlüsselfunktion als Warte eingenommen haben, spätestens nach der Aufgabe der Landwehren als Befestigungswerk war das Schicksal der  Altenburg besiegelt.

## Beschreibung

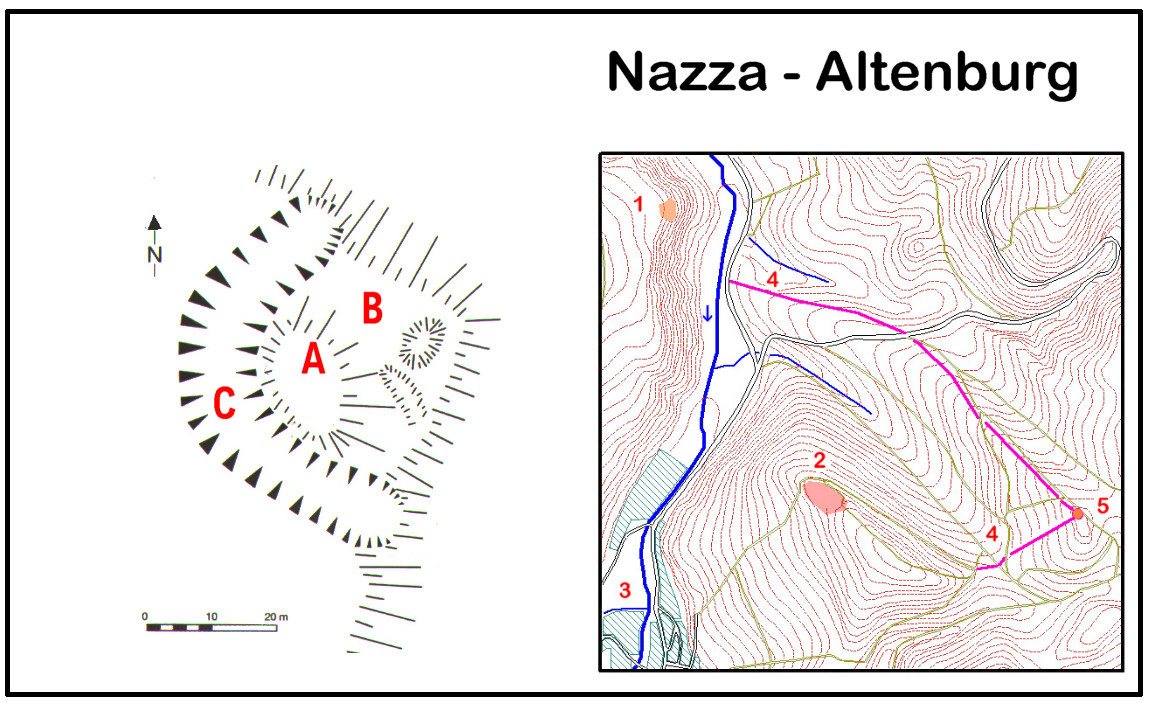
Übersichtsplan

Die Anlage liegt an der Hangkante, über dem Steilhang zum Lampertsbach, ihre maximale Ausdehnung ist (mit Graben) etwa 50 × 40 m. Der Bergsporn wurde durch Anlage eines im Drittelkreis ausgebildeten Halsgraben vom Vorgelände abgetrennt, wobei der Aushub dem Augenschein nach zum Aufschütten eines Turmfundamentes und Schutzwalles genutzt wurde.
Der Burghof bot nur Platz für wenige Gebäude, daher ist es wahrscheinlich, dass im Nahbereich, im Ackergelände nordwestlich der Burgstelle noch Reste einer Vorburg liegen.
Im  nebenstehenden Plan entsprechen:
(A) der Turmhügel, (B) der Burghof und (C) der Burggraben;  Altenburg (1), Burg Haineck (2),  Ortslage Nazza (3), die Landwehr (4) und der Standort eines vermuteten Wartturmes (5).

## Status
Die Burgstelle ist ein geschütztes Bodendenkmal. Das betreffende Gelände wird land- und forstwirtschaftlich genutzt.